# Bahnhof Villingen (Schwarzwald)
Der Bahnhof Villingen (Schwarzwald) (bahnamtlich Villingen (Schwarzw)) ist einer von zwei Bahnhöfen in Villingen-Schwenningen. Der andere ist Schwenningen (Neckar). Zudem existieren fünf weitere Haltepunkte. Der Bahnhof befindet sich östlich der historischen Villinger Innenstadt jenseits der Brigach. Er liegt auf 704 Metern über Normalnull an der Schwarzwaldbahn und ist Endpunkt der Bahnstrecke Rottweil–Villingen.

## Geschichte
Das Gebäude wurde vor 1869 errichtet. Der Bahnhof gehörte zu den Großherzoglich Badischen Staatseisenbahnen. Da hier jedoch die Bahnstrecke Rottweil–Villingen endet, die von den Königlich Württembergischen Staats-Eisenbahnen betrieben wurde, befanden sich im badischen Villingen eine württembergische Lokomotivremise und ein württembergisches Dienstwohngebäude. Ein Güterschuppen wurde gemeinschaftlich genutzt.
Der Mittelbau des heutigen Empfangsgebäudes wurde mehrmals verändert, zuletzt anlässlich der 1000-Jahr-Feier Villingens 1999.
Die Schwarzwaldbahn wurde ab 1972 elektrifiziert. Der Abschnitt von Offenburg nach Villingen war am 28. September 1975, die Strecke von Villingen nach Konstanz 1977 elektrifiziert. Mit Villingen waren 10.000 km Bahnstrecke in der Bundesrepublik elektrifiziert, worauf eine Gedenktafel am Bahnhof hinweist.
Bis frühestens 2030 soll mit der Bahnstrecke Rottweil–Villingen der letzte Teil der Bahnstrecken aus und nach Villingen elektrifiziert werden.

## Infrastruktur

### Bahnsteige und Bahnsteiggleise
Der Bahnhof hat zwei Bahnsteige, 3 Durchgangs- und 2 Kopfgleise.
| Gleis | Länge | Bahnsteighöhe | Reguläre Nutzung                                   |
| ----- | ----- | ------------- | -------------------------------------------------- |
| 1     | 245 m | 55 cm         | Züge in Richtung Freiburg Hbf und Konstanz         |
| 2     | 308 m | 55 cm         | Züge in Richtung Karlsruhe Hbf und Offenburg       |
| 3     | 210 m | 55 cm         | Züge in Richtung Ulm Hbf, Rottweil und Bräunlingen |
| 4     | 35 m  | 55 cm         | Abstellgleis                                       |
| 5     | 63 m  | 55 cm         | Züge in Richtung Rottweil und Donaueschingen       |

## Verkehr

### Fernverkehr
Auf der Schwarzwaldbahn verkehrten in letzter Zeit nur noch einzelne durchgängige Fernverkehrszüge. Villingen war mit dem zweimal wöchentlich verkehrenden Intercity-Zugpaar „Schwarzwald“ – früher „Bodensee“ – an den Fernverkehr der Deutschen Bahn angebunden. Das frühere Intercity-Zugpaar „Schwarzwald“ von Hamburg nach Konstanz wurde im Dezember 2014 wegen zu geringer Nutzung eingestellt.
Während Sperrungen der Gäubahn fährt ein tägliches Intercity-Zugpaar der Linie 87 über die Schwarzwaldbahn von Konstanz/Radolfzell nach Stuttgart.
Im Sommer 2023 wurde Villingen zum ersten Mal überhaupt an das ICE-Netz angeschlossen. In den Sommermonaten erreichte jeweils freitags und samstags ein ICE aus Hamburg über die Schwarzwaldbahn den Bahnhof Konstanz, welcher auch in Villingen hielt, samstags und sonntags gab es je einen Zug zurück nach Hamburg. Hintergrund ist das Freiwerden von ICE-Zügen durch eine Baustelle auf einer anderen Strecke. Im Dezember 2024 wurde die Verbindung wieder eingeführt und verkehrt seitdem ganzjährig. Die Linie ersetzt den bisherigen IC „Schwarzwald“ vollständig.
| Linie  | Verlauf | Frequenz                                  | Betreiber      |
| ------ | --- | ----------------------------------------- | -------------- |
| ICE 26 | Stralsund – Hamburg – Lüneburg – Hannover – Göttingen – Gießen – Frankfurt (Main) – Karlsruhe – Offenburg – Villingen (Schwarzw) – Singen (Hohentwiel) – Radolfzell – Konstanz | zwei Zugpaare am Wochenende               | DB Fernverkehr |
| IC 87  | Stuttgart – Bruchsal – Karlsruhe – Offenburg – Villingen (Schwarzw) – Singen (Hohentwiel) – Radolfzell (– Konstanz)                                                            | ein Zug täglich während Gäubahnsperrungen | DB Fernverkehr |

### Regionalverkehr
Der Villinger Bahnhof ist ein Regionalverkehrsknoten und der de facto Hauptbahnhof von Villingen-Schwenningen. Es bestehen Direktverbindungen unter anderem nach Ulm, Konstanz, Karlsruhe und Freiburg im Breisgau.
Im Rahmen des Projektes „Breisgau-S-Bahn 2020“ wird Villingen seit Dezember 2019 durch eine stündlich verkehrende S-Bahn-Linie von Freiburg aus über die Höllentalbahn bedient: die S10 verkehrt von Villingen aus über Donaueschingen, Neustadt und Freiburg. Die S-Bahn-Züge und die Regionalbahnen aus bzw. nach Rottweil haben jeweils günstige Umsteigezeiten aufeinander in Villingen.
Der Ringzug verbindet seit 2003 Villingen-Schwenningen mit den umliegenden Orten und ist in der Region ein wichtiges Verkehrsmittel.
Zusätzliche Verbindungen unter anderem nach Stuttgart sind nach der Elektrifizierung der Bahnstrecke Rottweil–Villingen geplant.
| Linie  | Verlauf | Frequenz                                                              | Betreiber |
| ------ | --- | --------------------------------------------------------------------- | --------- |
| RE 2   | Karlsruhe – Baden-Baden – Achern – Offenburg – Villingen (Schwarzw) – Donaueschingen – Immendingen – Singen (Hohentwiel) – Radolfzell – Konstanz | 60 min                                                                | DB Regio  |
| RE 55  | (Triberg –) Villingen (Schwarzw) – Donaueschingen – Tuttlingen – Sigmaringen – Riedlingen – Schelklingen – Ulm | drei Züge täglich                                                     | DB Regio  |
| RE 42  | Villingen (Schwarzw) – Schwenningen (Neckar) – Trossingen Bahnhof – Rottweil | Einzelne Verstärker zur Hauptverkehrszeit                             | SWEG      |
| RB 42  | Bräunlingen – Donaueschingen – Villingen (Schwarzw) – Schwenningen (Neckar) – Trossingen Bahnhof – Rottweil – Spaichingen – Tuttlingen – Immendingen – Blumberg-Zollhaus | 60 min                                                                | SWEG      |
| RB 14a | Villingen (Schwarzw) – Schwenningen (Neckar) – Trossingen Bahnhof – Rottweil – Horb – Eutingen – Herrenberg (– Stuttgart) | ein Zugpaar, Montags, Freitags und Sonntags weiter nach Stuttgart Hbf | DB Regio  |
| RB 43a | Fridingen – Tuttlingen – Immendingen – Donaueschingen – Villingen (Schwarzw) | einzelne Züge Montags bis Freitags                                    | SWEG      |
| S10    | Freiburg (Breisgau) Hbf – Freiburg-Wiehre – Freiburg-Littenweiler – Kirchzarten – Himmelreich – Hinterzarten – Titisee – Neustadt (Schwarzw) – Rötenbach (Baden) – Löffingen – Bachheim – Unadingen – Döggingen – Hüfingen Mitte – Donaueschingen (– Donaueschingen-Mitte/Siedlung – Donaueschingen-Aufen – Donaueschingen-Grüningen – Brigachtal-Klengen – Brigachtal-Kirchdorf – Marbach West (Villingen-Schwenningen)) (einzelne Züge in Tagesrandlage) – Villingen (Schwarzw) Züge verkehren zwischen Freiburg Hbf und Titisee vereinigt mit S1 nach/von Seebrugg Stand: Fahrplanwechsel Dezember 2022 | 60 min                                                                | DB Regio  |

(Stand Fahrplanwechsel Dezember 2024)

## Ausbau
Der Bahnhof wurde von Frühjahr 2020 bis Juli 2021 modernisiert und barrierefrei ausgebaut. Die Bahnsteige erhielten zwei Aufzüge, um mit einer Bahnsteighöhe von 55 cm einen stufenlosen Fahrgastwechsel zu ermöglichen. Die Kosten betrugen rund 15,8 Millionen Euro, wovon die Stadt 1,2 Millionen Euro und das Land 0,5 Millionen Euro übernahmen.
Im Rahmen des Projekts Ringzug 2.0 wird der Bahnhof weiter ausgebaut.

## Weitere Bilder

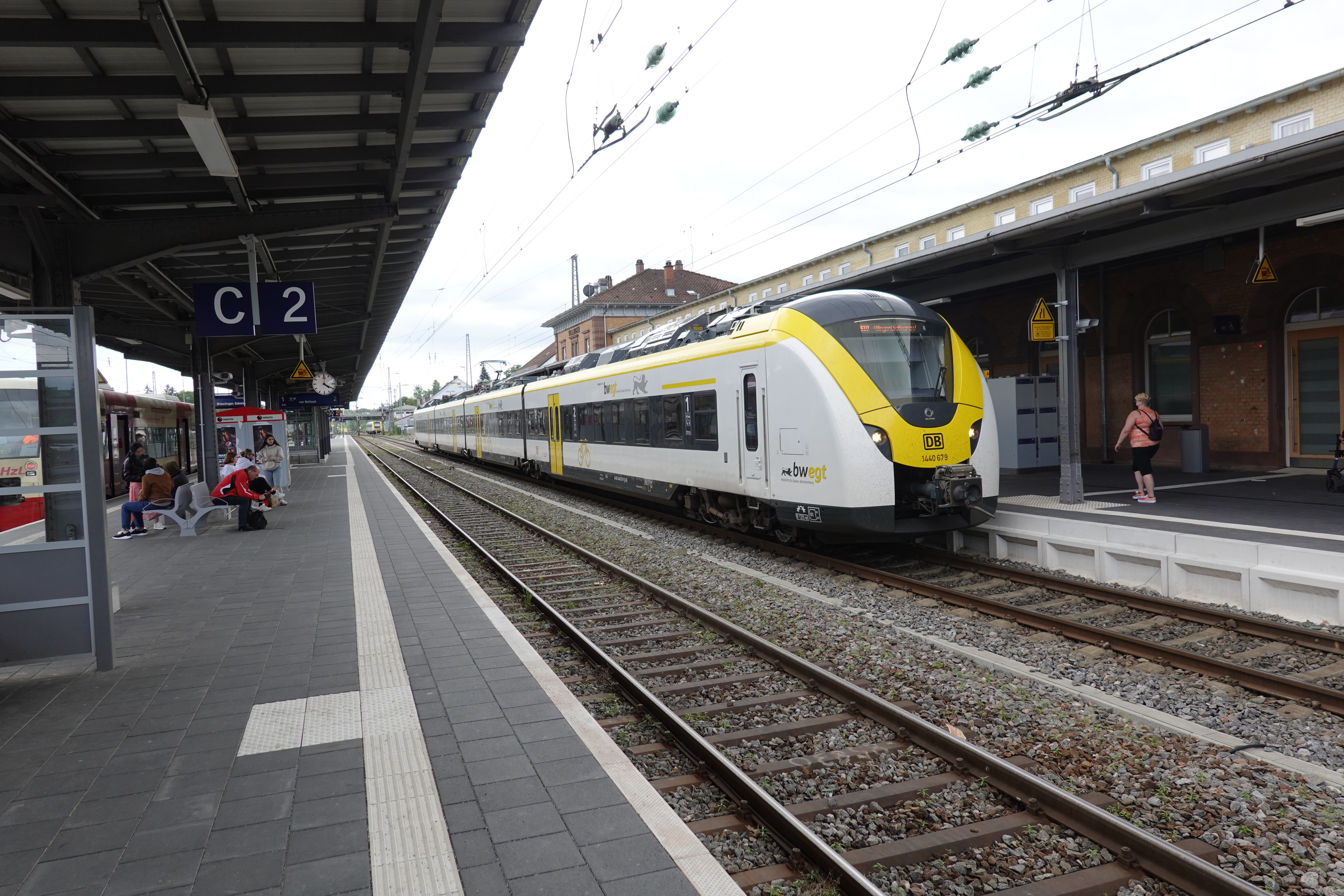
Bahnsteige
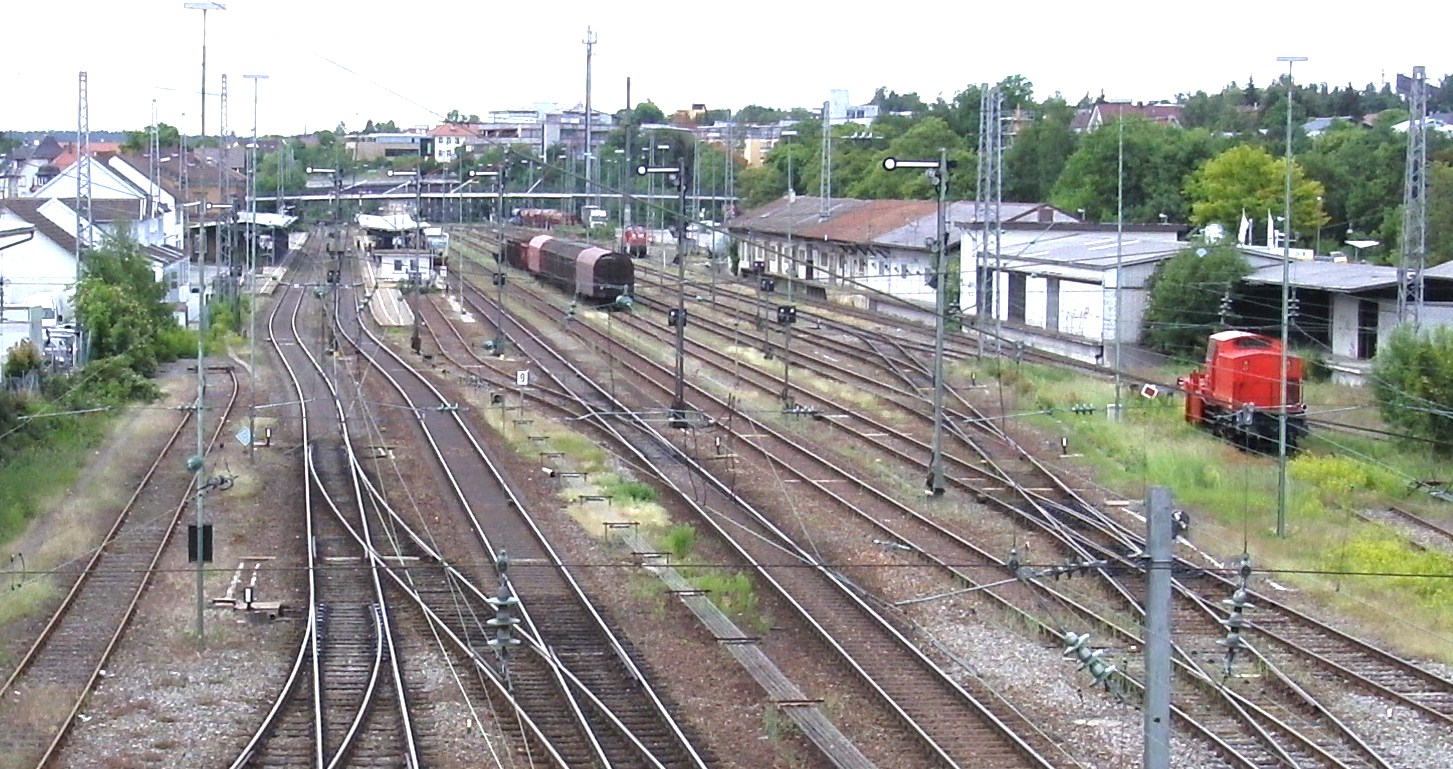
Gleisanlagen in Villingen
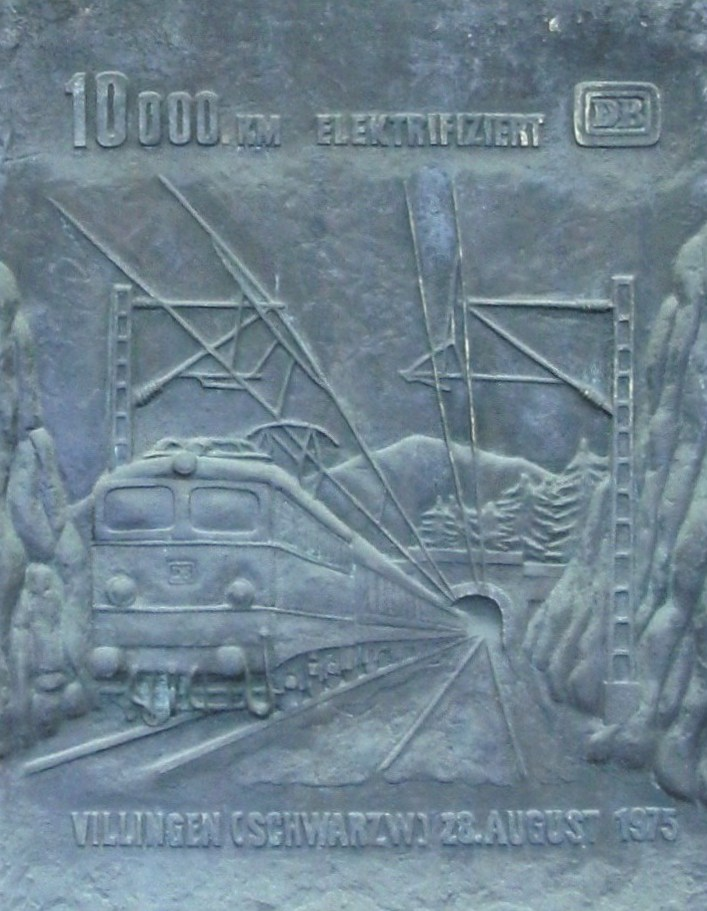
Gedenktafel „10.000 km elektrifiziert“
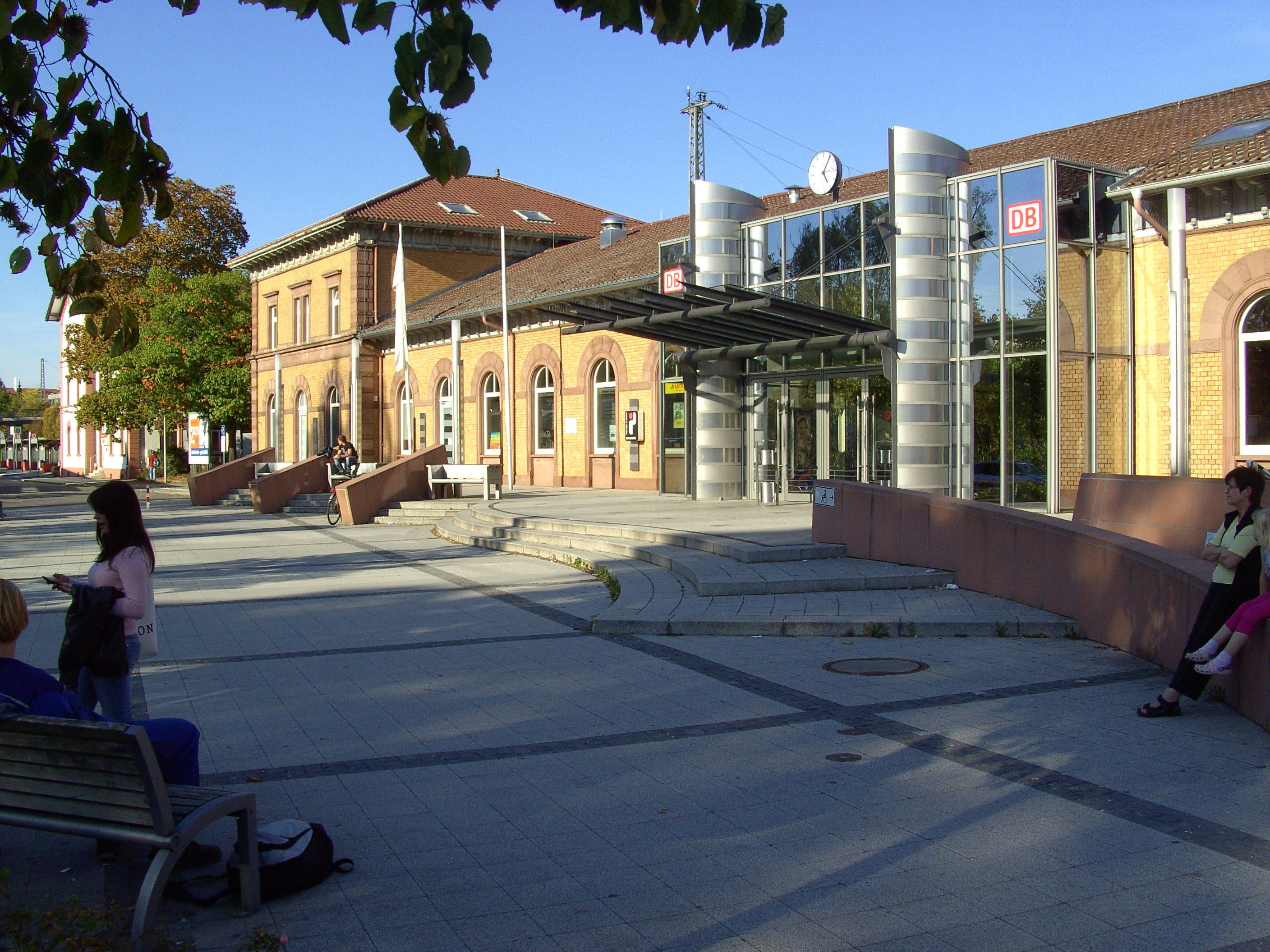
Bahnhofseingang